# Кадънка
 Тази статия е за птицата Кадънка.  За други значения на Кадънка вижте Кадънка (пояснение).  
Кадънката (Carduelis carduelis), наричана още „щиглец“, „калдарина“ или „кардиринка“, е широко разпространена в Европа (включително и в България) дребна пойна птица. Оцветяването е красиво с леки вариации между различните подвидове. Има много слабо изразен полов диморфизъм, „маската“ на женската е по-малка и стига до средата на окото. Възрастовият диморфизъм е силно изразен. Младите птици са еднообразно кафеникаво оцветени и само крилете им имат окраската на възрастните. Дължината на тялото е около 12 см, което я прави по-дребна от домашното врабче.

## Таксономия
Кадънката е една от птиците, описани и илюстрирани от швейцарския естествоизпитател Конрад Геснер в труда му Historiae animalium от 1555 г. Първото официално описание на вида е направено от Карл Линей в десетото издание на труда му Systema Naturae, публикуван през 1758 г. Той въвежда бинарното наименование Fringilla carduelis. Сегашната класификация на вида в род Carduelis е въведена от френския зоолог Матюрен Жак Брисон през 1760 г.
Модерни молекулярни генетични изследвания показват, че кадънката е близкородствен вид на Carduelis citrinella и корсиканската скатия (Carduelis corsicana).

## Разпространение
Обитава открити предимно широколистни гори, равнини изпъстрени с горички, овощни насаждения, паркове и градове. Среща се целогодишно на цялата територия на страната, почти цяла Европа, без най-северните части, северна Африка, Мала Азия и по-голямата част на Азия. Извън размножителния период живее на ята и скита в търсене на храна. Април месец ятото се разпада на двойки и започва размножителният период. В този момент заемат размножителната си територия и често водят ожесточени битки със съседите си или конкуренти за същата територия.

## Начин на живот и хранене
Моногамни птици. Веднага щом се раззеленят дърветата, женската започва да строи гнездо. Строежът трае около 10-12 дни и гнездото е едно от най-добре построените в птичия свят. Има форма на полусфера, здраво и плътно изплетено от фини сламки и застлано плътно със слой бял пух от топола или друго растение. Гнездото се намира най-често над 4 м височина, много добре скрито сред листа и клонки и максимално отдалечено от стеблото на дървото. Хванато и заплетено здраво в разклонението на тънки клонки, то е практически недостъпно за хищници като котките например. На много места в Европа се наблюдава предпочитание към човешки поселения по време на размножителния период.
Хранят се с дребни семена, като магарешки трън, просо, слънчоглед и други.

## Размножаване
Женската снася около пет яйца, които мъти между десет и дванадесет дни, мъжкият през това време я храни със семена които носи в гушата си. В южна Европа отглежда две люпила годишно, а в северна едно. Малките остават в гнездото около две седмици. Първата седмица родителите ги хранят с насекоми и дребни безгръбначни и постепенно след това минават на семена. След напускане на гнездото родителите ги хранят още около осем дни. След този период малките напускат размножителната територия на родителите си и се събират с други млади птици и започват да скитат в търсене на храна.

## Полет
Кадънките са добри летци. Полетът им е по леко вълнообразна крива линия. Често издават във въздуха характерни мелодични трели, които дори неопитният наблюдател трудно ще сбърка. В България кадънките са подчертано по-често срещани в южната част от страната. Наблюдавани са редки случаи на кръстосване между тях с чинка и др.

## Отглеждане
Храни се със семена – слънчоглед, канарени смески, канарено семе и други семена. В продължение на векове видът е опитомяван и отглеждан в домашни условия заради приятната си песен.
Числеността на дивата популация е сравнително висока и видът не е директно застрашен от изчезване, но бракониерството и редица други фактори водят до постепенното намаляване на броя им и поради това е обявена на територията на България за защитен вид с нисък риск. Продажбата и ловът им са забранени.